# Walter Thurnherr
Walter Thurnherr (Muri, 11 luglio 1963) è un diplomatico e politico svizzero, cancelliere federale della Confederazione elvetica dal 1º gennaio 2016 al 31 dicembre 2023.

## Biografia
Nato a Muri e cresciuto a Wohlen, nel canton Argovia, studia dal 1983 al 1987 fisica teorica presso il Politecnico federale di Zurigo, successivamente informatica presso l'università di Berna, fino al 1989. Intraprende quindi la carriera diplomatica, prima come attaché presso l'ambasciata elvetica a Mosca, poi al segretariato politico del Dipartimento federale degli affari esteri dal 1991 al 1995, e nuovamente all'ambasciata di Mosca dal 1995 al 1997. Parallelamente, dal 1995 al 1997 rappresenta la Svizzera in seno al Gruppo di Minsk, e dal 1993 al 1997 lavora come assistente per gli inviati del segretariato delle Nazioni Unite per la Georgia.

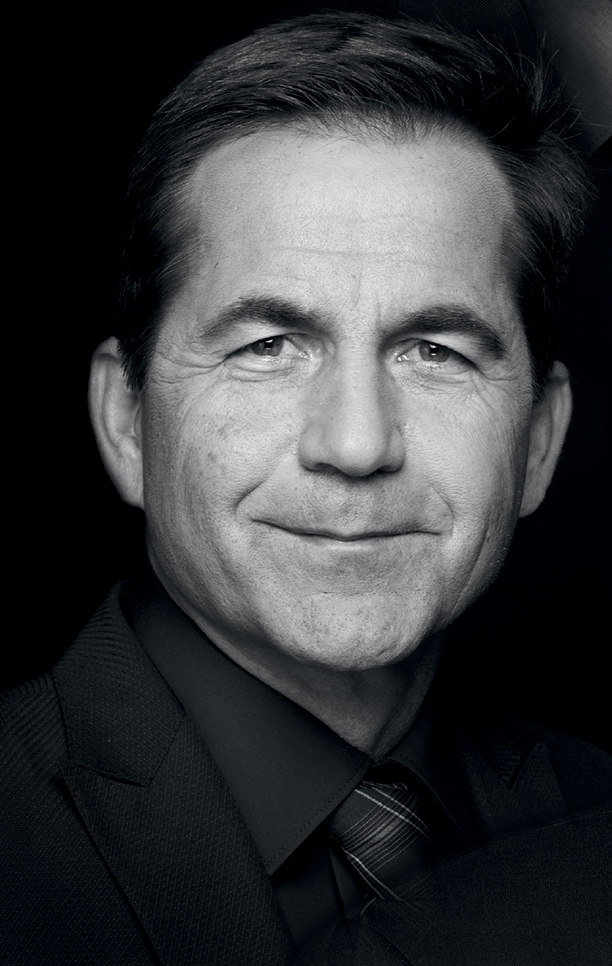
Walter Thurnherr nella foto ufficiale del Consiglio federale 2017

Dal 1997 al 1999 è consigliere personale del consigliere federale Flavio Cotti, prima di tornare al Dipartimento federale degli affari esteri come segretario generale, per poi passare al Dipartimento federale dell'economia, della formazione e della ricerca nel 2003 e infine al Dipartimento federale dell'ambiente, dei trasporti, dell'energia e delle comunicazioni nel 2011. Il 9 dicembre del 2015 viene eletto dall'Assemblea federale cancelliere della Confederazione con 230 voti (su 234 votanti), succedendo a Corina Casanova il 1º gennaio 2016.